# (1492) Oppolzer
(1492) Oppolzer es un asteroide perteneciente al cinturón de asteroides descubierto por Yrjö Väisälä desde el observatorio de Iso-Heikkilä, Finlandia, el 23 de marzo de 1938.

## Designación y nombre
Oppolzer se designó al principio como 1938 FL.
Más adelante, a propuesta de Jean Meeus, fue nombrado en honor del astrónomo austriaco Theodor von Oppolzer (1841-1886).

## Características orbitales
Oppolzer está situado a una distancia media del Sol de 2,173 ua, pudiendo acercarse hasta 1,92 ua. Su inclinación orbital es 6,058° y la excentricidad 0,1163. Emplea 1170 días en completar una órbita alrededor del Sol.